# Bloemenbuurt (Almere)
De Bloemenbuurt is een wijk in de Nederlandse stad Almere in het stadsdeel Buiten. De Bloemenbuurt wordt begrensd door de wijk Faunabuurt, het winkelcentrum van Almere-Buiten en Regenboogbuurt. De straatnamen zijn vernoemd naar bloemen en planten. Op 1 januari 2023 telde de wijk 3.995 inwoners, verdeeld over 1.777 woningen, op een oppervlakte van 0,61 km².
De buurt kent aan de noordzijde de navolgende straten: Boterbloemweg, Gentiaanpad, Ranonkelpad, Ereprijspad, Goudsbloemweg, Dahliaweg, Narcispad, Tulppad, Hyacintpad, Irispad, Aronskelkstraat, Pinksterbloemweg, Sleutelbloemstraat, Sneeuwklokjestraat, Duinroospad, Stamroospad, Klimroospad, Struikroospad, Trosroospad, Amaryllishof, Gladioolweg, Orchideestraat, Zonnebloemweg, Baccarapad, Soniapad, Sultanastraat, Rosarium, Egelantierstraat, Paardebloemstraat, Dotterbloempad, Lisdoddepad, Waterleliestraat, Korenbloemweg, Lenteklokjestraat, Blauwe Druifjestraat, Vergeet-mij-Nietjestraat, Lelietje-van-Dalenstraat en de Krokusstraat.
De buurt wordt doorsneden door het Gerrit Schultenpad en een gracht. Ze heeft aan de zuidzijde de volgende straten: Madeliefjesstraat, Gerberastraat, Passiebloemweg, Zonnebloemweg, Anjerstraat, Anjerhof, Cameliastraat, Lupinestraat, Kamperfoeliestraat, Oliviastraat, Hibiscusstraat, Oleanderstraat, Bougainvillepad, Asterstraat, Geraniumstraat, Fuchsiastraat, Jasmijnstraat, Mimosastraat, Hortensiastraat, Azaleastraat, Lobeliastraat, Victoria Regiastraat, Begoniastraat, Cosmeastraat, Petuniastraat, Cosmeastraat, Petuniastraat, Balsemienstraat, Lathyruspad, Lotusbloemweg en de Korenbloemweg.
De Zonnebloemweg, Lotusbloemweg en de Korenbloemweg vormen een zgn. rondweg door de buurt.

## Openbaar vervoer
Bloemenbuurt wordt doorsneden door een busbaan en heeft daaraan één bushalte waar de volgende buslijnen stoppen:
- Bloemenbuurt  M7   330   N22

### Metrobus
| Lijn | Lijn      | Route                                  | Via | Opmerkingen                                                |
| ---- | --------- | -------------------------------------- | --- | ---------------------------------------------------------- |
| M7   | Parkmetro | Station Centrum - Station Oostvaarders | Flevoziekenhuis, Filmwijk, Parkwijk, Station Parkwijk, Tussen de Vaarten, Landgoederenbuurt, Faunabuurt, Bloemenbuurt, Station Buiten, Regenboogbuurt, Eilandenbuurt | Rijdt op zaterdag 24 uur per dag op een deel van de route. |

### R-net
| Lijn | Route                                                     | via | Opmerking |
| ---- | --------------------------------------------------------- | --- | --------- |
| 330  | Almere, Station Buiten - Amsterdam, Station Bijlmer ArenA | Almere Buiten (Bloemenbuurt, Faunabuurt, Landgoederenbuurt), Almere Stad (Tussen de Vaarten, Sallandsekant, Danswijk, Veluwsekant, Busstation ’t Oor), Muiden (P+R, Maxisweg), Diemen (Diemerknoop, Provincialeweg), Amsterdam-Zuidoost (Eekholt, Bijlmerplein) |           |

### nightGo
| Lijn | Route                                           | Via | Opmerkingen                    |
| ---- | ----------------------------------------------- | --- | ------------------------------ |
| N22  | Almere, Station Buiten - Amsterdam, Leidseplein | Almere Buiten (Bloemenbuurt, Faunabuurt, Landgoederenbuurt), Almere Stad (Tussen de Vaarten, Sallandsekant, Danswijk, Parkwijk, Station Parkwijk, Parkwijk, Filmwijk, Flevoziekenhuis, Station Centrum, Staatsliedenwijk, Kruidenwijk, Muziekwijk, Station Muziekwijk, Componistenpad, Station Muziekwijk, Literatuurwijk, Hogekant), Almere Poort (Middenkant, Homeruskwartier, Columbuskwartier, Europakwartier, Station Poort), Muiden (P+R), Amsterdam (Brinklaan, Middenweg, Amstelstation) | Rijdt alleen op zaterdagnacht. |

## Basisscholen
In de Bloemenbuurt zijn twee basisscholen, namelijk:
- PCB De Buitenburcht (protestants)
- De Lettertuin (katholiek)